# Elvira Siebert
Elvira Siebert (* 23. Februar 1970 in Berlin) ist eine deutsche Fernsehmoderatorin und Journalistin.

## Leben
Siebert wuchs in Ost-Berlin auf. Sie begann ihre journalistische Laufbahn zur Wendezeit als Volontärin bei der Zeitung Junge Welt.
Ab 1990 studierte sie in Leipzig Journalistik und anschließend schloss sie eine Ausbildung zur Redakteurin an der Berliner Journalistenschule ab. In dieser Zeit schrieb sie bereits für das Feuilleton der Berliner Zeitung und berichtete als Reporterin für den Berliner Rundfunk. Zudem arbeitete sie als Pressebeauftragte für Festivals und Hilfsorganisationen.
Im Jahr 1994 kam sie zum damaligen ORB, dem heutigen rbb-Fernsehen. Als Reporterin und Nachrichtensprecherin von Brandenburg aktuell begann sie ihre dortige Fernsehkarriere. Sie präsentierte dort auch das Magazin Rückblende sowie seit 2003 rbb um 6 – das Ländermagazin sowie der Sondersendung  rbb spezial.
Von 2005 bis 2011 war sie im Wechsel mit Gerald Meyer, Tatjana Jury und Dirk Platt Moderatorin der populären rbb-Nachrichtensendung Brandenburg aktuell. Auch präsentierte sie Live-Veranstaltungen wie etwa im Februar 2011 die 20. Potsdamer AIDS-Gala. Sie lebt in Berlin-Pankow.